# Hszüan-cang
Hszüan-cang (Xuanzang) (602 körül – 664. február 5.) kínai buddhista szerzetes, tudós, utazó és fordító, aki a Tang-dinasztia korai időszakában készített beszámolókat a kínai és az indiai buddhizmus kapcsolatáról. Hszüan-cang (Xuanzang) a mai Honan (Henan) tartományban született 602 körül. Már fiatal korától kezdve érdekelték a vallások és kínai klasszikusokat olvasott és ősi bölcsek műveit. Tizenhárom éves korában már Lojang (Luoyang) városban élt és ott iratkozott be papnövendéknek (srámanera). Húszéves korában, a Szuj (Sui)-dinasztia bukását követő politikai és társadalmi zűrzavar idején elutazott a szecsuan (sichuan)i Csengtu (Chengdu) városba, ahol teljes jogú bhikkhu  (buddhista szerzetes) felvételt nyert egy helyi kolostorba. Később országszerte utazgatott és a buddhizmus szent könyveit kutatta. Így jutott el az ősi Csang'an (Chang'an) városába, amelynek uralkodója akkoriban a békés Tang Taj-cung császár volt. Hszüan-cang (Xuanzang) ekkoriban hallott Fa-hszien (Faxian) indiai utazásáról, amit ő is szeretett volna megvalósítani, hogy a Kínába érkező félreértelmezett buddhista szövegeket pontosítani vagy javítani lehessen.
Indiában tett tizenhét éves utazását a Nagy Tang jegyzetek a nyugati területekről című műve tartalmazza, amely később alapjául szolgált Vu Cseng-en (Wu Cheng'en), Ming-dinasztia korabeli Nyugati utazás című regényének, amely Hszüan-cang (Xuanzang) halála után mintegy kilenc évszázaddal íródott.

## Származása és fiatalkora
Hszüan-cang (Xuanzang) Csen Huj (Chen Hui) (陳褘 / 陈袆) vagy Csen Ji (Chen Yi) (陳禕 / 陈祎) néven látta meg a napvilágot 602 körül Csenho (Chenhe) faluban. A műveltségéről híres család negyedik és egyben a legfiatalabb gyermeke volt. A felmenői között több fontos pozíciót betöltő személyiség is akadt, mint például Csen Si (Chen Shi) (陳寔, 104-186), a keleti Han-dinasztia egyik minisztere, Csen Csin (Chen Jin) (陳欽) Sangdang (Shangdang) (上黨; a mai Csangcsi (Changji), Senhszi (Shaanxi)) prefektusa, illetve Csen Kang (Chen Jang) (陳康) a császári akadémia professzora. Édesapja, Csen Huj (Chen Hui) (陳惠) konzervatív konfucianista volt, Csiangling (Jiangling) megye (江陵縣) elöljárója a Szuj (Sui)-dinasztia idején, aki később lemondva tisztségéről visszavonult a politikai élettől. A hagyományos életrajzok szerint Hszüan-cang (Xuanzang) rendkívül intelligens gyermek volt, aki már nyolcévesen bámulatba ejtette az édesapját a Konfuciusz szertartások alapos ismeretével. A gyermekek ortodox oktatásáért mindvégig édesapjuk felelt.
Hszüan-cang (Xuanzang) ennek ellenére már egész korán érdeklődést tanúsított a buddhizmus felé és egyik bátyjával együtt szerzetessé kívántak válni. Apjuk 611-ben bekövetkezett halála után Hszüan-cang (Xuanzang) az egyik bátyjánál, Csen Szu (Chen Su)nál (陳素, később Csang Csie (Chang Jie), 長捷) lakott a lojangi (luoyang) Csingtu (Jingdu) kolostorban (淨土寺), amelyet a Szuj (Sui) állam tartott fenn. Ez időben tanulmányozta a mahájána buddhista irányzatot és a különböző korai buddhista iskolák tanait, végül az előbbi mellett maradt.
618-ban a Szuj (Sui)-dinasztia összeomlott és Hszüan-cang (Xuanzang) és bátyja elmenekültek Csang'an (Chang'an) városba, amelyet a Tang-dinasztia fővárosának kiáltottak ki. Onnan tovább álltak a szecsuani Csengdu (Chengdu) városba. Ott két-három évet töltött tanulással a testvérpár a Kung-huj (Gonghui) kolostorban. Amikor tizenhárom éves korában Hszüan-cang (Xuanzang) szerzetesi felvételt kért a helyi buddhista rendbe, akkor Cseng San-kuo (Cheng Sanguo) apát a fiatal fiú kivételes tudása miatt megadta neki az engedélyt.
Végül 622-ben, húszéves korában vált teljes jogú buddhista szerzetessé. Az akkor rendelkezésre álló szövegekben talált ellentmondások és helytelenségek arra ösztönözték Hszüan-cang (Xuanzang)ot, hogy elhatározza, hogy a buddhizmus bölcsőjének számító Indiába fog utazni. Otthagyta bátyját és visszatért Csang'an (Chang'an)ba és a buddhizmus mellett idegennyelveket tanult – szanszkrit és feltehetően tokhár nyelvet. Ekkorában figyelt fel a jógácsára buddhista iskola irányzatára.

## Zarándoklat

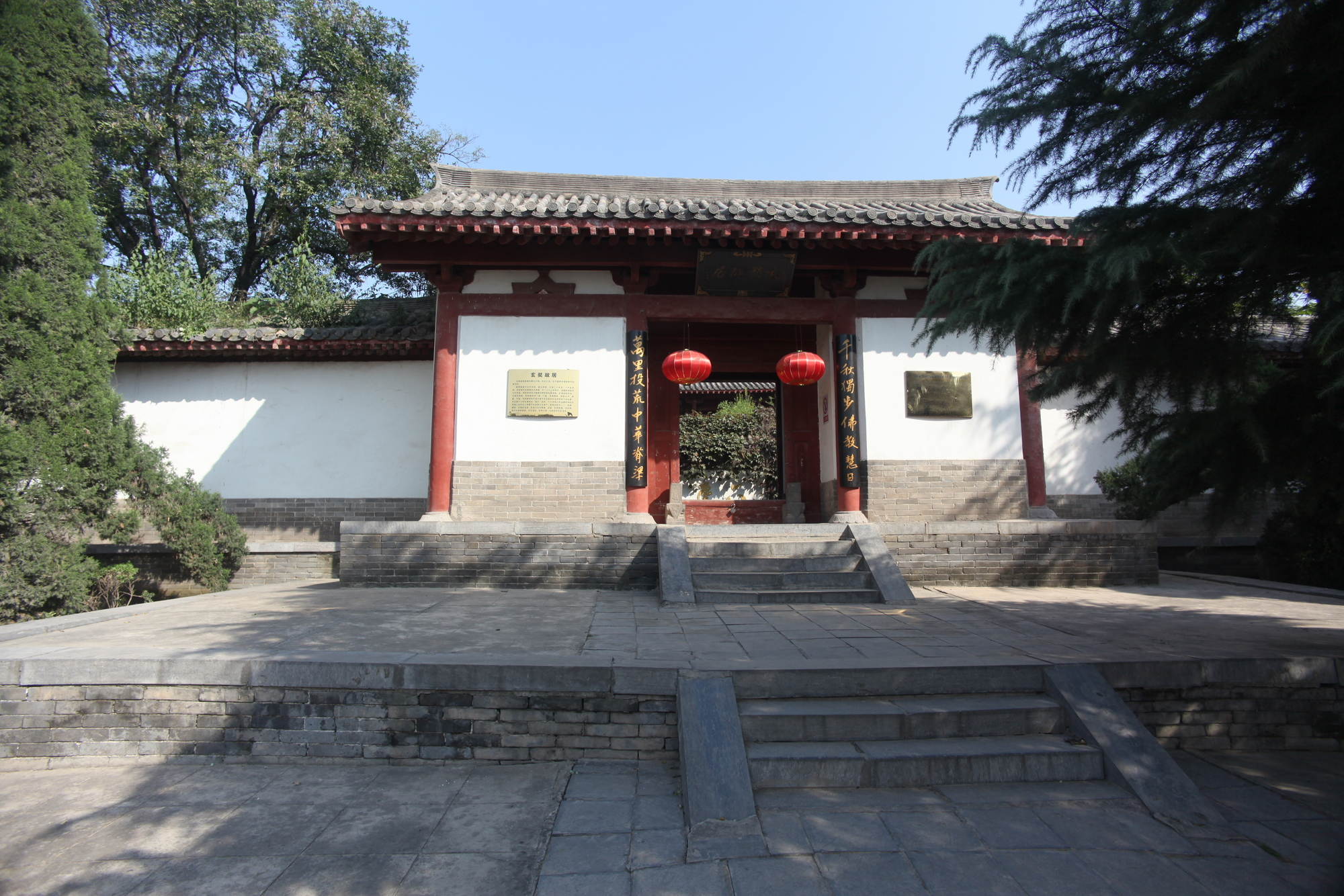
Hszüan-cang (Xuanzang) lakhelye a Lojang közeli Csenho faluban.

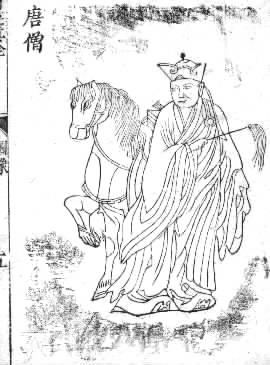
Hszüan-cang (Xuanzang) ábrázolása a Nyugati utazás című regényben.

629-ben egy állítólagos álomtól vezérelve nekivágott Indiának. Ekkoriban a Tang és a Türk Birodalom hadban álltak és tilos volt az utazás is. Hszüan-cang (Xuanzang)nak sikerült azonban meggyőznie a határ őrzőit és ki tudott szökni a birodalom területéről. Átkelt a Góbi-sivatagon Kumul (a mai Komul) városba, ahonnan a Tien-san láncos röghegység vonulatát követte és végül 630-ban érkezett meg Turpan városba. A helyi nép királya, aki buddhista volt, ellátta Hszüan-cang (Xuanzang)ot útravalóval, kísérőlevelekkel és egyéb értékes tárgyakkal.
Nyugat felé haladva sikerült megszöknie rablók elől és eljutott az ujgur Karasar városba, majd meglátogatta a Kucsa királyság nem-mahájána buddhista kolostorait. Elhaladt Akszu város mellett, majd északnyugatra fordult és átkelt a Bedel-hágón, a mai Kirgizisztán területére. Megkerülte az Iszik-köl tavat és találkozott a türkök nagykánjával, aki akkoriban baráti kapcsolatban állt a kínai tang uralkodóval. Egy rövid böjt után folytatta útját délnyugatra, egészen Taskentig. Ezután átkelt a sivatagon Szamarkand városba, ahol a helyi király nagyon megkedvelte őt. Ezután délnek fordult és átkelt a Pamír hegységen és a híres Vas kapukon. Így jutott el az Amu-darja-folyóhoz és Termez városhoz, ahol találkozott egy több mint ezer fős buddhista közösséggel.
Innen keletre betért Kunduz városba, ahol szemtanúja volt Tardu herceg temetésének, ugyanis az uralkodót megmérgezték. Egy onnan tett kirándulása során különböző buddhista helyszíneken fordult meg és látta a Nava vihára elnevezésű kolostorokat, amelyeket a világ legnyugatibb viháráinak nevezett. Hszüan-cang (Xuanzang) itt találkozott több mint háromezer nem-mahájána szerzetessel, akikkel korai buddhista szövegeket. Itt lelt rá a Mahávibhása (kínai: 大毗婆沙論) című fontos műre, amelyet később le is fordított kínai nyelvre.
Ezután eljutott a Bámiján-völgybe és találkozott a királyukkal és több tucat nem-mahájána kolostorba látogatott el. Kapiszi tartományban több mint száz kolostort látott és 6000 szerzetest, főleg a mahájána irányzatból. Ez már Gandhára területén volt. Hszüan-cang (Xuanzang) itt részt vett egy vallási vitában, amely során bemutatta a különböző buddhista iskolákkal kapcsolatot tudását. Itt találkozott útja során először dzsaina és hindu emberekkel. Továbbhaladt Adinapurig, amelyet már Indiának nevezett. Ez 630-ban történt.

## India
Hszüan-cang (Xuanzang) ezután északkelet felé folytatta útját Oddijána irányába. Feljegyzéseiben több ezer régi mahájána kolostorról és közel húszezer szerzetesről számolt be. Ezután jutott el a mahájána buddhista királyságba, Takszilába (呾叉始羅), amely Kasmír vazallusának számított. Itt száz kolostorban mintegy ötezer szerzetest számolt össze. 631-ben találkozott Kasmírban egy tehetséges szerzetessel, Szamghajaszasz (kínai: 僧伽耶舍), akivel együtt tanult egy ideig. 632 és 633 között különböző szerzetesekkel együtt folytatta buddhista tanulmányait – többek között 14 hónapig tanult Vinítaprabhával (kínai: 毘膩多缽臘婆), 4 hónapot Candravarmannal (旃達羅伐摩) és még 4 hónapot Dzsajaguptával (闍耶毱多). Eközben beszámolt az i. sz. 100 körül a közelben tartott negyedik buddhista tanácskozásról is.

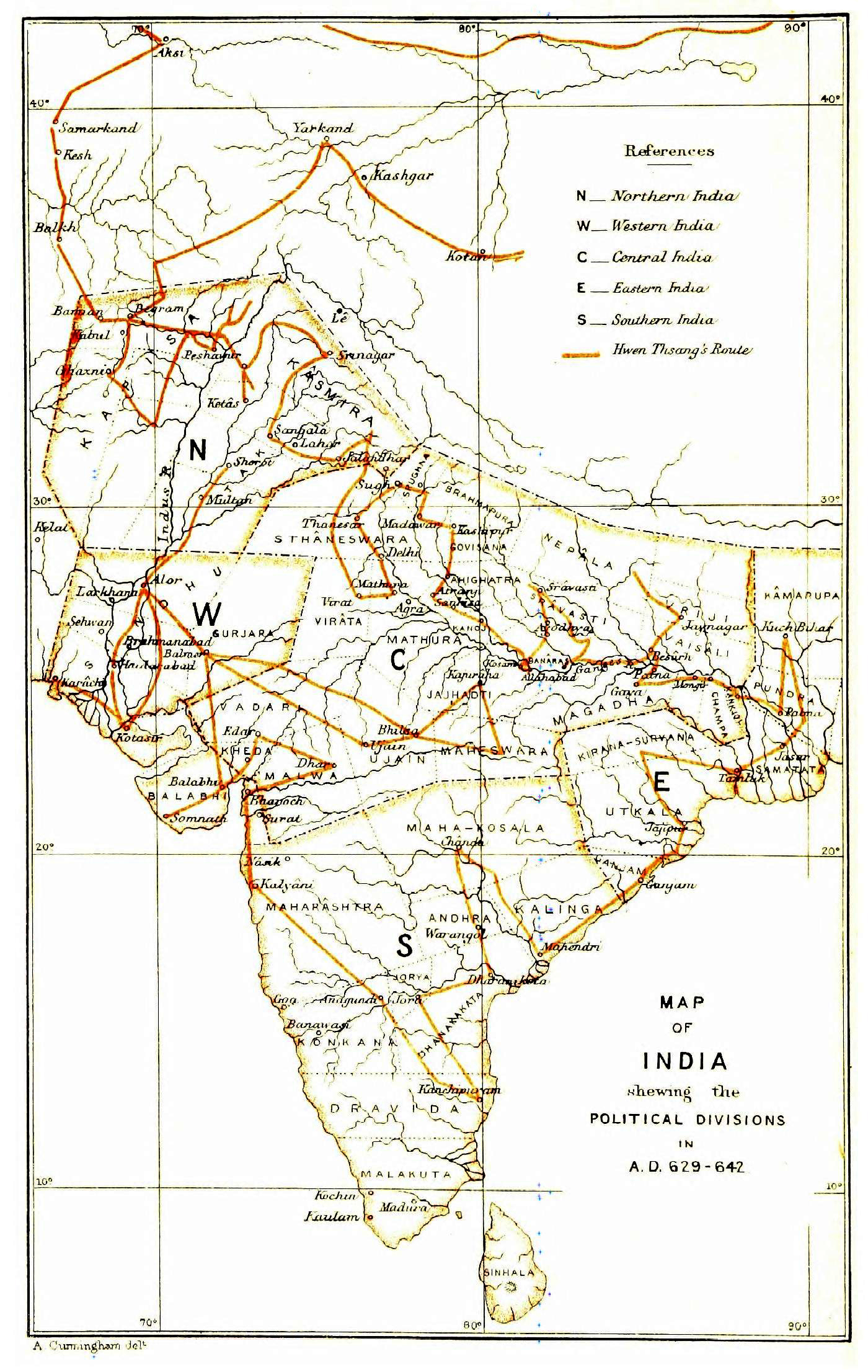
Hszüan-cang (Xuanzang) indiai utazásának nyomvonala

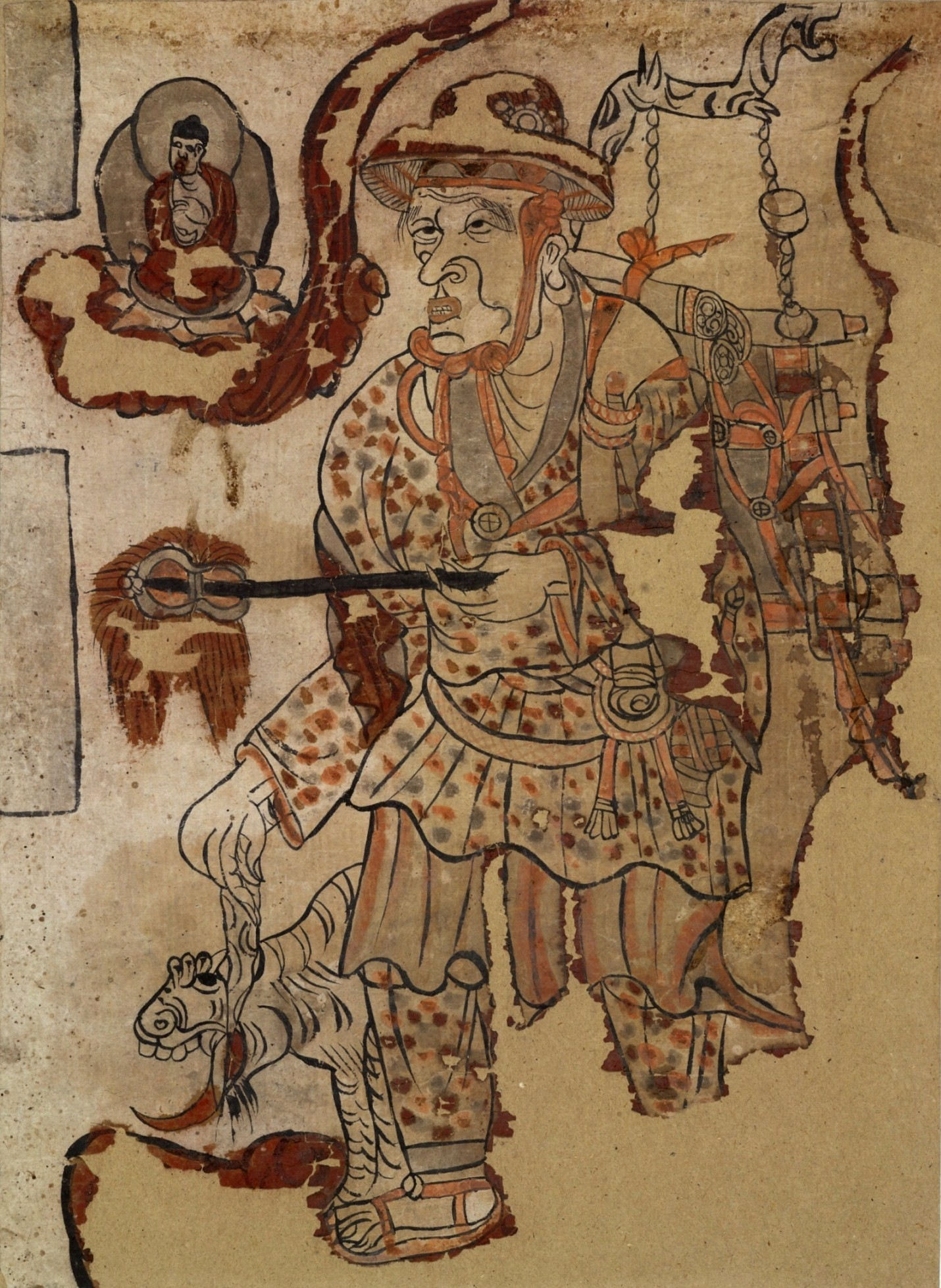
Hszüan-cang (Xuanzang), Tunhuang (Dunhuang)-barlang, 9. század

Ellátogatott Csiniot és Lahor ősi városokba, majd 634-ben érkezett meg Matipurába (kínai: 秣底補羅), mai nevén Mandavar.
Még ebben az évben tovább haladt a pundzsábi Dzsálandhárba, ahonnan ellátogatott főleg nem-mahájána kolostorokba, majd innen haladt tovább a Jamuna-folyó partján fekvő Mathura városáig. A főleg hindu lakosságú Mathura városában mintegy kétezer buddhista szerzetesről számolt be. A Gangeszen átkelve 635-ben érkezett meg Matipura városába. A helyi kolostorban egy Mitraszena nevű szerzetestől tanult. Innen indult tovább Szankisszába (Kapitha), ahol a hagyományok szerint Buddha leszállt a mennyekből. 636-ban érkezett Govisanba (mai nevén Kasipur), ahol ősi buddhista szövegeket tanulmányozott és több ezer buddhista szerzetesről számolt be. Kelet felé folytatta útját és így érkezett el a jógácsára iskola szülőföldjére, az ősi indiai Ajodhjá (Szaketa) városába. Ellátogatott Koszambiba is, ahol másolatot készített egy jelentős Buddha szoborról.
Ezután visszatért Srávasztíba és elvándorolt egészen Kapilavasztuba, majd Buddha szülőhelyére, Lumbinibe. 637-ben tovább indult Kusínagarba, Buddha halálának helyszínére, majd a Szárnáth melletti Szarvas-parkba, Buddha első tanításának helyszínére. Itt ekkor másfél ezer szerzetes lakott. Kelet felé haladva ellátogatott Váránaszi, Vaisáli, Pátaliputra (Patna) és Bodh-Gaja városokba. Ezután helyi szerzetesek elkísérték a híres Bihár állami Nálanda egyetemre, ahol legalább két évet töltött. Elismerően írt több ezer diáktársáról. Nálandai tartózkodása során logikát, nyelvtant, szanszkrit nyelvet és jógácsára elméletet tanult. Tanítói közé tartozott Szílabhadra, aki korábban Aszanga, Vaszubandhu, Dignága és Dharmapála tanítványa volt.
Hszüan-cang (Xuanzang) Nálanda után a mai Banglades területén vándorolt, ahol rengeteg kolostorba látogatott el és több ezer hínajána és mahájána szerzetesről számolt be. Három hónapot töltött a Kámarúpa királyságban, ahol részletesen leírta a helyi emberek életét és szokásait. Ezután a király szövetségesének számító Harsavardhana királynál vendégeskedett és részt vett a két király által szervezett buddhista zsinaton is.
Ezután délnek fordult és meglátogatta az Ándhra Pradesben található vihárákat (Amaravati és Nágárdzsunakonda). Itt tanulmányozta az Abhidhamma-pitakát (magyarul: A kiemelt eszmék kosara), amely a théraváda buddhizmus legrégibb irata, a páli kánon három pitakája (páli nyelven "kosár") közül a legutolsó. Akkoriban már több vihára elhagyatott volt. Ezután még ellátogatott a Pállava királyság fővárosába, Káncsiba.
Kínába visszafelé átkelt a Hindukus hegység Haibár-hágóján Kasgaron, Hotanon és Tunhuangon keresztül és végül 645 első hónapjának hetedik napján érkezett meg Csangan városba, ahol hatalmas ünneplő tömeg fogadta.

## Visszatérése Kínába
A 645-ben hazaérkező Hszüan-cang (Xuanzang) több hivatalos császári találkozót visszautasított és helyette visszavonult egy kolostorba és minden idejét a fordításnak szentelte egészen a 664-ben bekövetkezett haláláig. A saját önéletrajza szerint több mint hatszáz mahájána és hínajána szöveggel, hét Buddha-szoborral és több mint száz szaríra ereklyével tért vissza Kínába.

## Hatása a kínai buddhizmusra

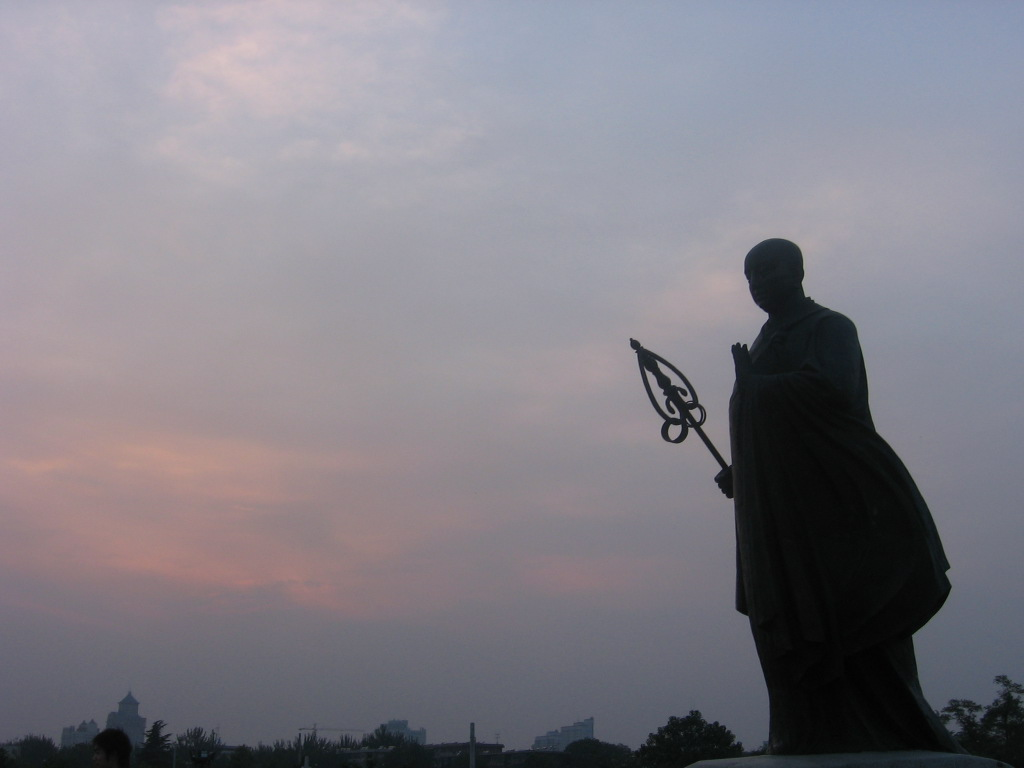
Hszüan-cang (Xuanzang) szobra a Hszian városi Nagy Vadliba pagodában

Utazásai során Hszüan-cang (Xuanzang) több híres buddhista mesterrel tanult együtt, főleg a Nálanda egyetemen. Mintegy 657 szanszkrit szöveggel tért vissza szülőföldjére. A császár támogatásával Csangan (Chang'an)ban felállított egy nagy létszámot foglalkoztató fordító műhelyt, amelybe sok diák és tudós érkezett egész Kelet-Ázsiából. Összesen 1330 szöveg fordítását tulajdonítják Hszüan-cang (Xuanzang) részére. A buddhizmuson belül a Jógácsára (瑜伽行派) vagy Csak-tudat (唯識) iskolához tartozó tanítások érdekelték leginkább.
Saját tanulmányai, fordításai és szövegmagyarázatai következményeként fejlődött ki Kelet-Ázsiában a Fa-hsziang (Faxiang)-iskola (法相宗). Annak ellenére, hogy ez az iskola nem maradt fenn sokáig, az észleléssel, a tudatossággal, a karmával, az újjászületéssel stb. kapcsolatos elméleteik több későbbi, sikeresebb iskolák tanaiban fennmaradtak. Hszüan-cang (Xuanzang) legközelibb és talán legnagyszerűbb tanítványa Kuj-csi (Guiji) (窺基) volt, aki a Fa-hsziang (Faxiang)-iskola első pátriárkájának tartanak. A Hszüan-cang (Xuanzang)-féle logikát Kuj-csi (Guiji) szerint gyakran félreértették a kínai buddhizmus tudósai, ugyanis nem rendelkeztek az ahhoz szükséges indiai logikai háttértudással.
Híressé váltak Hszüan-cang (Xuanzang) kínai fordításai, amelyeken keresztül sikeresen állítottak helyre elveszett indiai buddhista szövegeket. Neki tulajdonítják a jógácsára iskolához írt Értekezés a csak-tudat tökéletességéről (Cseng vejsi lun (Zheng weishi lun)) című művet. Az általa lefordított Szív szútra a kelet-ázsiai buddhista szekták sztenderd szövegévé vált. Ő alapította a rövid életű, mégis jelentős Fa-hsziang (Faxiang) buddhista iskolát.

### A Bölcsesség tökéletessége szútra

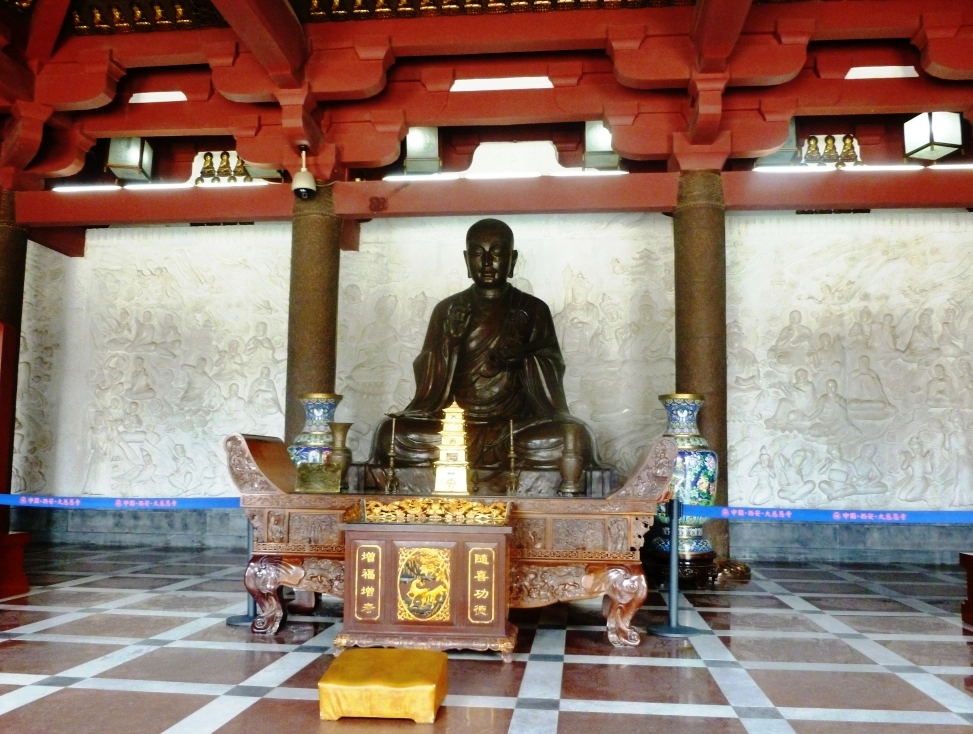
Hszüan-cang (Xuanzang) szobra, Nagy Vadliba pagoda, Hszian.

Hszüan-cang (Xuanzang) a Mahá-pradzsnyá-páramitá-szútra három másolatával tért vissza Kínába. A hatalmas terjedelmű mű lefordításának 660-ban állt neki egy fordítócsoport Hszüan-cang (Xuanzang) vezetésével. Mindhárom verziót felhasználták a fordításhoz, hogy biztosíthassák a forrás dokumentáció sértetlenségét. Tanítványai igyekeztek meggyőzni Hszüan-cang (Xuanzang)ot, hogy készítsenek egy rövidített kiadást, ám egy álomban látott víziótól megerősítve a mester úgy döntött, hogy lefordítják az eredeti teljes 600 fejezetét.

## Művei
- Watters, Thomas. On Yuan Chwang's Travels in India, 629-645 A.D. Vol.1. Royal Asiatic Society, London (1904) Volume 2. Reprint. Hesperides Press, 1996. ISBN 978-1-4067-1387-9
- Beal, Samuel (1884). Si-Yu-Ki: Buddhist Records of the Western World, by Hiuen Tsiang. 2 vols. Translated by  Samuel Beal. London. 1884. Reprint: Delhi. Oriental Books Reprint Corporation. 1969. Vol. 1 (PDF 21.5 MB) Vol. 2 (PDF 16.9 MB)
- Julien, Stanislas, (1857/1858). Mémoires sur les contrées occidentales, L'Imprimerie impériale, Paris. Vol.1 Vol.2
- Li, Rongxi (fordító) (1995). The Great Tang Dynasty Record of the Western Regions. Numata Center for Buddhist Translation and Research. Berkeley, California. ISBN 1-886439-02-8

### Idézetek
- Bernstein, Richard (2001). Ultimate Journey: Retracing the Path of an Ancient Buddhist Monk (Xuanzang) who crossed Asia in Search of Enlightenment. Alfred A. Knopf, New York. ISBN 0-375-40009-5
- Christie, Anthony (1968). Chinese Mythology. Feltham, Middlesex: Hamlyn Publishing. ISBN 0600006379
- Gordon, Stewart.  When Asia was the World:  Traveling Merchants, Scholars, Warriors, and Monks who created the "Riches of the East"  Da Capo Press, Perseus Books, 2008.  ISBN 0-306-81556-7
- Nattier, Jan. "The Heart Sutra: A Chinese Apocryphal Text?". Journal of the International Association of Buddhist Studies Vol. 15 (2), p. 153-223. (1992) PDF Archiválva 2013. október 29-i dátummal a Wayback Machine-ben
- Saran, Mishi (2005). Chasing the Monk’s Shadow: A Journey in the Footsteps of Xuanzang. Penguin Books.  ISBN 978-0-14-306439-8
- Sun Shuyun (2003). Ten Thousand Miles without a Cloud (retracing Xuanzang's journeys). Harper Perennial. ISBN 0-00-712974-2
- Waley, Arthur (1952).  The Real Tripitaka, and Other Pieces.  London: G. Allen and Unwin
- Wriggins, Sally Hovey. Xuanzang: A Buddhist Pilgrim on the Silk Road. Westview Press, 1996. Revised and updated as The Silk Road Journey With Xuanzang. Westview Press, 2003. ISBN 0-8133-6599-6
- Wriggins, Sally Hovey (2004). The Silk Road Journey with Xuanzang. Boulder, Colorado: Westview Press. ISBN 0-8133-6599-6
- Yu, Anthony C. (ed. and trans.) (1980 [1977]). The Journey to the West. Chicago and London: The University of Chicago Press. ISBN 978-0-226-97150-6

### Életrajzok
- Beal, Samuel, trans. (1911). The Life of Hiuen-Tsiang. Translated from the Chinese of Shaman (monk) Hwui Li. London. 1911. Reprint Munshiram Manoharlal, New Delhi. 1973
- Julien, Stanislas (1853). Histoire de la vie de Hiouen-Thsang, par Hui Li et Yen-Tsung, Paris
- Li, Rongxi, trans. (1995). A Biography of the Tripiṭaka Master of the Great Ci’en Monastery of the Great Tang Dynasty. Numata Center for Buddhist Translation and Research. Berkeley, California. ISBN 1-886439-00-1
- Li, Yongshi, trans. (1959). The Life of Hsuan Tsang by Huili.  Chinese Buddhist Association, Beijing

## Külső hivatkozások
- Hszüan-cang élete és művei Internetes filozófiai enciklopédia (angolul)
- Szan Cang története Hszüan-cang indiai utazásának története. (angolul)
- A nyolc tudattal kapcsolatos versek – Hszüan-cang, Ronald Epstein (1986) fordításaival és magyarázataival (angolul)